# Green a.Live
Green a.Live  è un brano musicale della cantante giapponese Yui, pubblicato come suo ventunesimo singolo il 5 ottobre 2011. Il brano è incluso nell'album How Crazy Your Love, quinto lavoro della cantante. Il singolo ha raggiunto la prima posizione della classifica Oricon dei singoli più venduti in Giappone, vendendo 68.106. Il singolo è stato certificato disco d'oro. Il brano è stato dedicato alle vittime del terremoto e maremoto del Tōhoku del 2011.

## Tracce
CD Singolo SRCL-7696
1. Green a.live
2. Let's face it
3. HELLO ~YUI Acoustic Version~
4. Green a.live ~Instrumental~

## Classifiche
| Classifica (2011) | Posizione più alta |
| ----------------- | ------------------ |
| Giappone (Oricon) | 1                  |